# BAFTA-díj a legígéretesebb elsőfilmes főszereplőnek
A legígéretesebb elsőfilmes főszereplőnek járó BAFTA-díjat a British Academy of Film and Television Arts (BAFTA) osztotta ki minden évben, 1953 és 1985 között. A kategória nevét többször módosították.
2006-ban vezettek be egy hasonló jellegű kategóriát, Rising Star Award elnevezéssel.

## Győztesek és jelöltek
Győztes színész/színésznő
Megjegyzés: Az "Év" oszlop a kapcsolódó film bemutatásának évét jelzi, a tényleges díjátadó ceremóniát a következő évben rendezték meg.

### 1950-es évek
| Év                                                          | Színész                                                     | Színész                                                     | Magyar cím                                                  | Eredeti cím                                                 | Szerep                                                      |
| Legígéretesebb elsőfilmes (Most Promising Newcomer to Film) | Legígéretesebb elsőfilmes (Most Promising Newcomer to Film) | Legígéretesebb elsőfilmes (Most Promising Newcomer to Film) | Legígéretesebb elsőfilmes (Most Promising Newcomer to Film) | Legígéretesebb elsőfilmes (Most Promising Newcomer to Film) | Legígéretesebb elsőfilmes (Most Promising Newcomer to Film) |
| ----------------------------------------------------------- | ----------------------------------------------------------- | ----------------------------------------------------------- | ----------------------------------------------------------- | ----------------------------------------------------------- | ----------------------------------------------------------- |
| 1952 (6. gála)                                              |                                                             |                                                             |                                                             |                                                             |                                                             |
|                                                             | Claire Bloom                                                | Rivaldafény                                                 | Limelight                                                   | Terry                                                       |                                                             |
| Dorothy Alison                                              | Az első szó                                                 | Mandy                                                       | Miss Stockston                                              |                                                             |                                                             |
| Mandy Miller                                                | Az első szó                                                 | Mandy                                                       | Mandy Garland                                               |                                                             |                                                             |
| Dorothy Tutin                                               | Bunbury                                                     | The Importance of Being Earnest                             | Cecily Cardew                                               |                                                             |                                                             |
| 1953 (7. gála)                                              |                                                             |                                                             |                                                             |                                                             |                                                             |
|                                                             | Norman Wisdom                                               | Botrány az áruházban                                        | Trouble in Store                                            | Norman                                                      |                                                             |
| Colette Marchand                                            | Moulin Rouge                                                | Moulin Rouge                                                | Marie Charlet                                               |                                                             |                                                             |
| 1954 (8. gála)                                              |                                                             |                                                             |                                                             |                                                             |                                                             |
|                                                             | David Kossoff                                               |                                                             | The Young Lovers                                            | Geza Szobek                                                 |                                                             |
| Maggie McNamara                                             |                                                             | The Moon Is Blue                                            | Patty O'Neill                                               |                                                             |                                                             |
| Eva Marie Saint                                             | A rakparton                                                 | On the Waterfront                                           | Edie Doyle                                                  |                                                             |                                                             |
| 1955 (9. gála)                                              |                                                             |                                                             |                                                             |                                                             |                                                             |
|                                                             | Paul Scofield                                               |                                                             | That Lady                                                   | II. Fülöp spanyol király                                    |                                                             |
| Jo Van Fleet                                                | Édentől keletre                                             | East of Eden                                                | Kate                                                        |                                                             |                                                             |
| 1956 (10. gála)                                             |                                                             |                                                             |                                                             |                                                             |                                                             |
|                                                             | Eli Wallach                                                 | Babuci                                                      | Baby Doll                                                   | Silva Vaccara                                               |                                                             |
| Stephen Boyd                                                | A sosemvolt ember                                           | The Man Who Never Was                                       | Patrick O'Reilly                                            |                                                             |                                                             |
| Don Murray                                                  | Buszmegálló                                                 | Bus Stop                                                    | Beauregard "Bo" Decker                                      |                                                             |                                                             |
| Susan Strasberg                                             | Piknik                                                      | Picnic                                                      | Millie Owens                                                |                                                             |                                                             |
| Elizabeth Wilson                                            | Minták                                                      | Patterns                                                    | Marge Fleming                                               |                                                             |                                                             |
| 1957 (11. gála)                                             |                                                             |                                                             |                                                             |                                                             |                                                             |
|                                                             | Eric Barker                                                 |                                                             | Brothers in Law                                             | Alec Blair                                                  |                                                             |
| Mylène Demongeot                                            | Salemi boszorkányok                                         | The Crucible                                                | Abigail Williams                                            |                                                             |                                                             |
| Elvi Hale                                                   |                                                             | True as a Turtle                                            | Ann                                                         |                                                             |                                                             |
| James MacArthur                                             |                                                             | The Young Stranger                                          | Harold "Hal" Ditmar                                         |                                                             |                                                             |
| Keith Michell                                               |                                                             | True as a Turtle                                            | Harry Bell                                                  |                                                             |                                                             |
| 1958 (12. gála)                                             |                                                             |                                                             |                                                             |                                                             |                                                             |
|                                                             | Paul Massie                                                 |                                                             | Orders to Kill                                              | Gene Summers                                                |                                                             |
| Red Buttons                                                 | Szajonara                                                   | Sayonara                                                    | Joe Kelly                                                   |                                                             |                                                             |
| Teresa Iżewska                                              | Csatorna                                                    | Kanał                                                       | Stokrotka                                                   |                                                             |                                                             |
| Mary Peach                                                  | Hely a tetőn                                                | Room at the Top                                             | June Samson                                                 |                                                             |                                                             |
| Ronald Radd                                                 |                                                             | The Camp on Blood Island                                    | Yamamitsu parancsnok                                        |                                                             |                                                             |
| Maggie Smith                                                |                                                             | Nowhere to Go                                               | Bridget Howard                                              |                                                             |                                                             |
| Gwen Verdon                                                 | Átkozott jenkik                                             | Damn Yankees                                                | Lola                                                        |                                                             |                                                             |
| 1959 (13. gála)                                             |                                                             |                                                             |                                                             |                                                             |                                                             |
|                                                             | Hayley Mills                                                | Tigris-öböl                                                 | Tiger Bay                                                   | Gillie Evans                                                |                                                             |
| Gerry Duggan                                                |                                                             | The Siege of Pinchgut                                       | Pat Fulton                                                  |                                                             |                                                             |
| Liz Fraser                                                  |                                                             | I'm All Right Jack                                          | Cynthia Kite                                                |                                                             |                                                             |
| Joseph N. Welch                                             | Egy gyilkosság anatómiája                                   | Anatomy of a Murder                                         | Weaver bíró                                                 |                                                             |                                                             |

### 1960-as évek
| Év                                                                                     | Színész                                                                                | Színész                                                                                | Magyar cím                                                                             | Eredeti cím                                                                            | Szerep                                                                                 |
| Legígéretesebb elsőfilmes főszereplő (Most Outstanding Newcomer to Leading Film Roles) | Legígéretesebb elsőfilmes főszereplő (Most Outstanding Newcomer to Leading Film Roles) | Legígéretesebb elsőfilmes főszereplő (Most Outstanding Newcomer to Leading Film Roles) | Legígéretesebb elsőfilmes főszereplő (Most Outstanding Newcomer to Leading Film Roles) | Legígéretesebb elsőfilmes főszereplő (Most Outstanding Newcomer to Leading Film Roles) | Legígéretesebb elsőfilmes főszereplő (Most Outstanding Newcomer to Leading Film Roles) |
| -------------------------------------------------------------------------------------- | -------------------------------------------------------------------------------------- | -------------------------------------------------------------------------------------- | -------------------------------------------------------------------------------------- | -------------------------------------------------------------------------------------- | -------------------------------------------------------------------------------------- |
| 1960 (14. gála)                                                                        |                                                                                        |                                                                                        |                                                                                        |                                                                                        |                                                                                        |
|                                                                                        | Albert Finney                                                                          | Szombat este, vasárnap reggel                                                          | Saturday Night and Sunday Morning                                                      | Arthur Seaton                                                                          |                                                                                        |
| Lelia Goldoni                                                                          | New York árnyai                                                                        | Shadows                                                                                | Lelia                                                                                  |                                                                                        |                                                                                        |
| Jean-Pierre Léaud                                                                      | Négyszáz csapás                                                                        | The 400 Blows                                                                          | Antoine Doinel                                                                         |                                                                                        |                                                                                        |
| George Peppard                                                                         | Haza a dombról                                                                         | Home from the Hill                                                                     | Raphael "Rafe" Copley                                                                  |                                                                                        |                                                                                        |
| Joan Plowright                                                                         | A komédiás                                                                             | The Entertainer                                                                        | Jean Rice                                                                              |                                                                                        |                                                                                        |
| Anthony Ray                                                                            | New York árnyai                                                                        | Shadows                                                                                | Tony                                                                                   |                                                                                        |                                                                                        |
| Billie Whitelaw                                                                        |                                                                                        | Hell Is a City                                                                         | Chloe Hawkins                                                                          |                                                                                        |                                                                                        |
| 1961 (15. gála)                                                                        |                                                                                        |                                                                                        |                                                                                        |                                                                                        |                                                                                        |
|                                                                                        | Rita Tushingham                                                                        | Egy csepp méz                                                                          | A Taste of Honey                                                                       | Josephine "Jo"                                                                         |                                                                                        |
| Tony Hancock                                                                           |                                                                                        | The Rebel                                                                              | Anthony Hancock                                                                        |                                                                                        |                                                                                        |
| Murray Melvin                                                                          | Egy csepp méz                                                                          | A Taste of Honey                                                                       | Geoffrey Ingham                                                                        |                                                                                        |                                                                                        |
| 1962 (16. gála)                                                                        |                                                                                        |                                                                                        |                                                                                        |                                                                                        |                                                                                        |
|                                                                                        | Tom Courtenay                                                                          | A hosszútávfutó magányossága                                                           | The Loneliness of the Long Distance Runner                                             | Colin Smith                                                                            |                                                                                        |
| Mariette Hartley                                                                       | Délutáni puskalövések                                                                  | Ride the High Country / Guns in the Afternoon                                          | Elsa Knudsen                                                                           |                                                                                        |                                                                                        |
| Ian Hendry                                                                             |                                                                                        | Live Now, Pay Later                                                                    | Albert                                                                                 |                                                                                        |                                                                                        |
| Sarah Miles                                                                            | A tárgyalás                                                                            | Term of Trial                                                                          | Shirley Taylor                                                                         |                                                                                        |                                                                                        |
| Terence Stamp                                                                          | Billy Budd                                                                             | Billy Budd                                                                             | Billy Budd                                                                             |                                                                                        |                                                                                        |
| 1963 (17. gála)                                                                        |                                                                                        |                                                                                        |                                                                                        |                                                                                        |                                                                                        |
|                                                                                        | James Fox                                                                              | A szolga                                                                               | The Servant                                                                            | Tony                                                                                   |                                                                                        |
| Wendy Craig                                                                            | A szolga                                                                               | The Servant                                                                            | Susan                                                                                  |                                                                                        |                                                                                        |
| Keir Dullea                                                                            | David és Lisa                                                                          | David and Lisa                                                                         | David Clemens                                                                          |                                                                                        |                                                                                        |
| Janet Margolin                                                                         | David és Lisa                                                                          | David and Lisa                                                                         | Lisa Brandt                                                                            |                                                                                        |                                                                                        |
| 1964 (18. gála)                                                                        |                                                                                        |                                                                                        |                                                                                        |                                                                                        |                                                                                        |
|                                                                                        | Julie Andrews                                                                          | Mary Poppins                                                                           | Mary Poppins                                                                           | Mary Poppins                                                                           |                                                                                        |
| Elizabeth Ashley                                                                       | Kalandorok                                                                             | The Carpetbaggers                                                                      | Monica Winthrop                                                                        |                                                                                        |                                                                                        |
| The Beatles                                                                            | Egy nehéz nap éjszakája                                                                | A Hard Day's Night                                                                     | The Beatles                                                                            |                                                                                        |                                                                                        |
| Lynn Redgrave                                                                          |                                                                                        | Girl with Green Eyes                                                                   | Baba Brennan                                                                           |                                                                                        |                                                                                        |
| 1965 (19. gála)                                                                        |                                                                                        |                                                                                        |                                                                                        |                                                                                        |                                                                                        |
|                                                                                        | Judi Dench                                                                             | Hajnali négykor                                                                        | Four in the Morning                                                                    | Feleség                                                                                |                                                                                        |
| Michael Crawford                                                                       | A csábítás trükkje                                                                     | The Knack...and How to Get It                                                          | Colin                                                                                  |                                                                                        |                                                                                        |
| Barbara Ferris                                                                         |                                                                                        | Catch Us If You Can                                                                    | Dinah                                                                                  |                                                                                        |                                                                                        |
| Tom Nardini                                                                            | Cat Ballou legendája                                                                   | Cat Ballou                                                                             | Jackson Two-Bears                                                                      |                                                                                        |                                                                                        |
| 1966 (20. gála)                                                                        |                                                                                        |                                                                                        |                                                                                        |                                                                                        |                                                                                        |
|                                                                                        | Vivien Merchant                                                                        | Alfie – Szívtelen szívtipró                                                            | Alfie                                                                                  | Lily                                                                                   |                                                                                        |
| Alan Arkin                                                                             | Jönnek az oroszok! Jönnek az oroszok!                                                  | The Russians Are Coming, the Russians Are Coming                                       | Yuri Rozanov hadnagy                                                                   |                                                                                        |                                                                                        |
| Frank Finlay                                                                           | Othello                                                                                | Othello                                                                                | Jago                                                                                   |                                                                                        |                                                                                        |
| Jeremy Kemp                                                                            |                                                                                        | The Blue Max                                                                           | Willi von Klugermann hadnagy                                                           |                                                                                        |                                                                                        |
| 1967 (21. gála)                                                                        |                                                                                        |                                                                                        |                                                                                        |                                                                                        |                                                                                        |
|                                                                                        | Faye Dunaway                                                                           | Bonnie és Clyde                                                                        | Bonnie and Clyde                                                                       | Bonnie Parker                                                                          |                                                                                        |
| Vihar délen                                                                            | Faye Dunaway                                                                           | Hurry Sundown                                                                          | Lou McDowell                                                                           |                                                                                        |                                                                                        |
| Peter Kastner                                                                          | Te már nagy kisfiú vagy                                                                | You're A Big Boy Now                                                                   | Bernard Chanticleer                                                                    |                                                                                        |                                                                                        |
| Milo O’Shea                                                                            | Ulysses                                                                                | Ulysses                                                                                | Leopold Bloom                                                                          |                                                                                        |                                                                                        |
| Michael J. Pollard                                                                     | Bonnie és Clyde                                                                        | Bonnie and Clyde                                                                       | C.W Moss                                                                               |                                                                                        |                                                                                        |
| 1968 (22. gála)                                                                        |                                                                                        |                                                                                        |                                                                                        |                                                                                        |                                                                                        |
|                                                                                        | Dustin Hoffman                                                                         | Diploma előtt                                                                          | The Graduate                                                                           | Benjamin Braddock                                                                      |                                                                                        |
| Pia Degermark                                                                          | Elvira Madigan                                                                         | Elvira Madigan                                                                         | Hedvig Jensen "Elvira Madigan"                                                         |                                                                                        |                                                                                        |
| Katharine Ross                                                                         | Diploma előtt                                                                          | The Graduate                                                                           | Elaine Robinson                                                                        |                                                                                        |                                                                                        |
| Jack Wild                                                                              | Olivér                                                                                 | Oliver!                                                                                | Agyafúrt Vagány                                                                        |                                                                                        |                                                                                        |
| 1969 (23. gála)                                                                        |                                                                                        |                                                                                        |                                                                                        |                                                                                        |                                                                                        |
|                                                                                        | Jon Voight                                                                             | Éjféli cowboy                                                                          | Midnight Cowboy                                                                        | Joe Buck                                                                               |                                                                                        |
| Kim Darby                                                                              | A félszemű seriff                                                                      | True Grit                                                                              | Mattie Ross                                                                            |                                                                                        |                                                                                        |
| Jennie Linden                                                                          | Szerelmes asszonyok                                                                    | Women in Love                                                                          | Ursula Brangwen                                                                        |                                                                                        |                                                                                        |
| Ali MacGraw                                                                            |                                                                                        | Goodbye, Columbus                                                                      | Brenda Patimkin                                                                        |                                                                                        |                                                                                        |

### 1970-es évek
| Év                                          | Színész                                                               | Színész                               | Magyar cím               | Eredeti cím           | Szerep |
| ------------------------------------------- | --------------------------------------------------------------------- | ------------------------------------- | ------------------------ | --------------------- | ------ |
| 1970 (24. gála)                             |                                                                       |                                       |                          |                       |        |
|                                             | David Bradley                                                         | Kes                                   | Kes                      | Billy Casper          |        |
| Liza Minnelli                               | Első szerelem                                                         | The Sterile Cuckoo                    | Mary Ann "Pookie" Adams  |                       |        |
| Michael Sarrazin                            | A lovakat lelövik, ugye?                                              | They Shoot Horses, Don't They?        | Robert Syverton          |                       |        |
| Sally Thomsett                              | Hárman a vasút mentén                                                 | The Railway Children                  | Phyllis Waterbury        |                       |        |
| 1971 (25. gála)                             |                                                                       |                                       |                          |                       |        |
|                                             | Dominic Guard                                                         | A közvetítő                           | The Go-Between           | Leo Colston           |        |
| Gary Grimes                                 | Kamaszkorom legszebb nyara                                            | Summer of '42                         | Hermie                   |                       |        |
| Carrie Snodgress                            |                                                                       | Diary of a Mad Housewife              | Tina Balser              |                       |        |
| Janet Suzman                                | Cárok végnapjai                                                       | Nicholas and Alexandra                | Alekszandra              |                       |        |
| 1972 (26. gála)                             |                                                                       |                                       |                          |                       |        |
|                                             | Joel Grey                                                             | Kabaré                                | Cabaret                  | Emcee                 |        |
| Bud Cort                                    | Harold és Maude                                                       | Harold and Maude                      | Harold Parker Chason     |                       |        |
| Al Pacino                                   | A Keresztapa                                                          | The Godfather                         | Michael Corleone         |                       |        |
| Simon Ward                                  | A fiatal Churchill                                                    | Young Winston                         | Winston Churchill        |                       |        |
| 1973 (27. gála)                             |                                                                       |                                       |                          |                       |        |
|                                             | Peter Egan                                                            | A Lady sofőrje                        | The Hireling             | Hugh Cantrip kapitány |        |
| Jim Dale                                    | Két Balláb az ezredben – avagy hogyan járultam hozzá Hitler bukásához | Adolf Hitler: My Part in His Downfall | Terence "Spike" Milligan |                       |        |
| David Essex                                 | Az lesz majd a nap                                                    | That'll Be the Day                    | Jim MacLain              |                       |        |
| Kris Kristofferson                          | Pat Garrett és Billy, a kölyök                                        | Pat Garrett and Billy the Kid         | Billy, a Kölyök          |                       |        |
| 1974 (28. gála)                             |                                                                       |                                       |                          |                       |        |
|                                             | Georgina Hale                                                         | Gustav Mahler utolsó napjai           | Mahler                   | Alma Werfel           |        |
| Cleavon Little                              | Fényes nyergek                                                        | Blazing Saddles                       | Bart seriff              |                       |        |
| Sissy Spacek                                | Sivár vidék                                                           | Badlands                              | Holly Sargis             |                       |        |
| 1975 (29. gála)                             |                                                                       |                                       |                          |                       |        |
|                                             | Valerie Perrine                                                       | Lenny                                 | Lenny                    | Honey Bruce           |        |
| Robert De Niro                              | A Keresztapa II.                                                      | The Godfather Part II                 | Vito Corleone            |                       |        |
| Alfred Lutter                               | Alice már nem lakik itt                                               | Alice Doesn't Live Here Anymore       | Tommy                    |                       |        |
| Lily Tomlin                                 | Nashville                                                             | Nashville                             | Linnea Reese             |                       |        |
| 1976 (30. gála)                             |                                                                       |                                       |                          |                       |        |
|                                             | Jodie Foster                                                          | Bugsy Malone                          | Bugsy Malone             | Tallulah              |        |
| Taxisofőr                                   | Jodie Foster                                                          | Taxi Driver                           | Iris Steensma            |                       |        |
| Más színészeket nem jelöltek ebben az évben |                                                                       |                                       |                          |                       |        |
| 1977 (31. gála)                             |                                                                       |                                       |                          |                       |        |
|                                             | Isabelle Huppert                                                      | A csipkeverőnő                        | The Lacemaker            | Pomme                 |        |
| Olimpia Carlisi                             | A világ közepe                                                        | The Middle of the World               | Adriana                  |                       |        |
| Jeannette Clift                             |                                                                       | The Hiding Place                      | Corrie ten Boom          |                       |        |
| Saverio Marconi                             | Apámuram                                                              | Padre Padrone                         | Gavino                   |                       |        |
| 1978 (32. gála)                             |                                                                       |                                       |                          |                       |        |
|                                             | Christopher Reeve                                                     | Superman                              | Superman                 | Clark Kent / Superman |        |
| Brad Davis                                  | Éjféli expressz                                                       | Midnight Express                      | Billy Hayes              |                       |        |
| Mary Beth Hurt                              | Belső terek                                                           | Interiors                             | Joey                     |                       |        |
| Melanie Mayron                              |                                                                       | Girlfriends                           | Susan Weinblatt          |                       |        |
| 1979 (33. gála)                             |                                                                       |                                       |                          |                       |        |
|                                             | Dennis Christopher                                                    | Start két keréken                     | Breaking Away            | Dave Stoller          |        |
| Gary Busey                                  | Buddy Holly története                                                 | The Buddy Holly Story                 | Buddy Holly              |                       |        |
| Sigourney Weaver                            | A nyolcadik utas: a Halál                                             | Alien                                 | Ellen Ripley             |                       |        |
| Ray Winstone                                |                                                                       | That Summer!                          | Steve Brody              |                       |        |

### 1980-as évek
| Év                                                                                  | Színész                                                                             | Színész                                                                             | Magyar cím                                                                          | Eredeti cím                                                                         | Szerep                                                                              |
| Legkiválóbb elsőfilmes főszereplő (Most Outstanding Newcomer to Leading Film Roles) | Legkiválóbb elsőfilmes főszereplő (Most Outstanding Newcomer to Leading Film Roles) | Legkiválóbb elsőfilmes főszereplő (Most Outstanding Newcomer to Leading Film Roles) | Legkiválóbb elsőfilmes főszereplő (Most Outstanding Newcomer to Leading Film Roles) | Legkiválóbb elsőfilmes főszereplő (Most Outstanding Newcomer to Leading Film Roles) | Legkiválóbb elsőfilmes főszereplő (Most Outstanding Newcomer to Leading Film Roles) |
| ----------------------------------------------------------------------------------- | ----------------------------------------------------------------------------------- | ----------------------------------------------------------------------------------- | ----------------------------------------------------------------------------------- | ----------------------------------------------------------------------------------- | ----------------------------------------------------------------------------------- |
| 1980 (34. gála)                                                                     |                                                                                     |                                                                                     |                                                                                     |                                                                                     |                                                                                     |
|                                                                                     | Judy Davis                                                                          | Ragyogó karrierem                                                                   | My Brilliant Career                                                                 | Sybylla Melvyn                                                                      |                                                                                     |
| Sônia Braga                                                                         | Flór asszony és két férje                                                           | Dona Flor and Her Two Husbands                                                      | Flor                                                                                |                                                                                     |                                                                                     |
| John Gordon Sinclair                                                                | Gregory barátnője                                                                   | Gregory's Girl                                                                      | Gregory Underwood                                                                   |                                                                                     |                                                                                     |
| Debra Winger                                                                        | Városi cowboy                                                                       | Urban Cowboy                                                                        | Sissy Davis                                                                         |                                                                                     |                                                                                     |
| 1981 (35. gála)                                                                     |                                                                                     |                                                                                     |                                                                                     |                                                                                     |                                                                                     |
|                                                                                     | Joe Pesci                                                                           | Dühöngő bika                                                                        | Raging Bull                                                                         | Joey LaMotta                                                                        |                                                                                     |
| Klaus Maria Brandauer                                                               | Mephisto                                                                            | Mephisto                                                                            | Hendrik Hoefgen                                                                     |                                                                                     |                                                                                     |
| Timothy Hutton                                                                      | Átlagemberek                                                                        | Ordinary People                                                                     | Conrad Jarrett                                                                      |                                                                                     |                                                                                     |
| Cathy Moriarty                                                                      | Dühöngő bika                                                                        | Raging Bull                                                                         | Vicki Thailer                                                                       |                                                                                     |                                                                                     |
| 1982 (36. gála)                                                                     |                                                                                     |                                                                                     |                                                                                     |                                                                                     |                                                                                     |
|                                                                                     | Ben Kingsley                                                                        | Gandhi                                                                              | Gandhi                                                                              | Mahátma Gandhi                                                                      |                                                                                     |
| Drew Barrymore                                                                      | E. T., a földönkívüli                                                               | E.T. the Extra Terrestrial                                                          | Gertie                                                                              |                                                                                     |                                                                                     |
| Henry Thomas                                                                        | E. T., a földönkívüli                                                               | E.T. the Extra Terrestrial                                                          | Elliott Taylor                                                                      |                                                                                     |                                                                                     |
| Kathleen Turner                                                                     | A test melege                                                                       | Body Heat                                                                           | Matty Walker                                                                        |                                                                                     |                                                                                     |
| Legkiválóbb elsőfilmes szereplő (Most Outstanding Newcomer to Film)                 |                                                                                     |                                                                                     |                                                                                     |                                                                                     |                                                                                     |
| 1983 (37. gála)                                                                     |                                                                                     |                                                                                     |                                                                                     |                                                                                     |                                                                                     |
|                                                                                     | Phyllis Logan                                                                       | Máskor, máshol                                                                      | Another Time, Another Place                                                         | Janie                                                                               |                                                                                     |
| Kevin Kline                                                                         | Sophie választása                                                                   | Sophie's Choice                                                                     | Nathan Landau                                                                       |                                                                                     |                                                                                     |
| Greta Scacchi                                                                       | Hőség és homok                                                                      | Heat and Dust                                                                       | Olivia Rivers                                                                       |                                                                                     |                                                                                     |
| Julie Walters                                                                       | Rita többet akar – szebb dalt énekelni                                              | Educating Rita                                                                      | Susan "Rita" White                                                                  |                                                                                     |                                                                                     |
| 1984 (38. gála)                                                                     |                                                                                     |                                                                                     |                                                                                     |                                                                                     |                                                                                     |
|                                                                                     | Haing S. Ngor                                                                       | Gyilkos mezők                                                                       | The Killing Fields                                                                  | Pran                                                                                |                                                                                     |
| Rupert Everett                                                                      | Egy másik ország                                                                    | Another Country                                                                     | Guy Bennett                                                                         |                                                                                     |                                                                                     |
| John Lynch                                                                          |                                                                                     | Cal                                                                                 | Cal                                                                                 |                                                                                     |                                                                                     |
| Tim Roth                                                                            | Az áruló                                                                            | The Hit                                                                             | Myron                                                                               |                                                                                     |                                                                                     |

## Lásd még
- BAFTA-díj a legjobb debütálásnak (brit forgatókönyvíró, filmrendező vagy producer)

## Fordítás
- Ez a szócikk részben vagy egészben  a   BAFTA Award for Most Promising Newcomer to Leading Film Roles című angol Wikipédia-szócikk ezen változatának fordításán alapul.  Az eredeti cikk szerkesztőit annak laptörténete sorolja fel. Ez a jelzés csupán a megfogalmazás eredetét és a szerzői jogokat jelzi, nem szolgál a cikkben szereplő információk forrásmegjelöléseként.